# Narinjlar
Narinjlar est un village de la région de Kelbajar en Azerbaïdjan.

## Histoire
En 1993-2020, Narinjlar était sous le contrôle des forces armées arméniennes. Le 25 novembre 2020, sur la base d'un accord trilatéral entre l'Azerbaïdjan, l'Arménie et la Russie en date du 10 novembre 2020, la région de Kelbajar, y compris le village de Narinjlar, a été restituée sous le contrôle de l'Azerbaïdjan. 

## Sources
Gazi boulaghi, Kor boulag, Tahnali boulag, Gourban boulaghi, Novruz tchalanin boulaghi, Geuy boulag, Tahmazin boulaghi, Turvandanin boulaghi, Kup boulag, Sizga boulag, Turch sou, Hidinin boulaghi, Soulou gaya, etc.